# Jean-Baptiste Paramelle
L'abbé Jean-Baptiste Paramelle, né le 16 janvier 1790 à Felzins et mort le 20 août 1875 à Saint-Céré (Lot), est l'un des premiers hydrogéologues français et un pionnier de l'hydrogéologie karstique. Il a révélé plus de 10 000 sources et consigné sa méthode dans son livre L'Art de découvrir les sources.

## Biographie

### Enfance et formation
Jean-Baptiste Paramelle est l'aîné des quatre enfants d'une famille aisée et pieuse. À l'issue de ses études au petit puis au grand séminaire de Cahors, il est ordonné prêtre en mars 1815 et nommé vicaire de la paroisse de Sousceyrac, à 40 km de la demeure familiale de Felzins,.
En 1818 il est promu curé de Saint-Jean-Lespinasse, près de Saint-Céré. Il consacre alors son temps libre à l'étude de l'histoire locale et à la géologie. Promu à la paroisse de Cornac, il est contacté par un propriétaire voisin qui manquait d'eau. Il écrit : Serait-il possible, que Dieu eût abandonné à jamais tant d'infortunées populations aux angoisses de la soif ! Ne serait-il pas possible de trouver dans ces malheureuses contrées des sources, fussent-elles très profondes. Il continue alors à étudier la géologie et observe les sols de la région.

### Carrière et activités

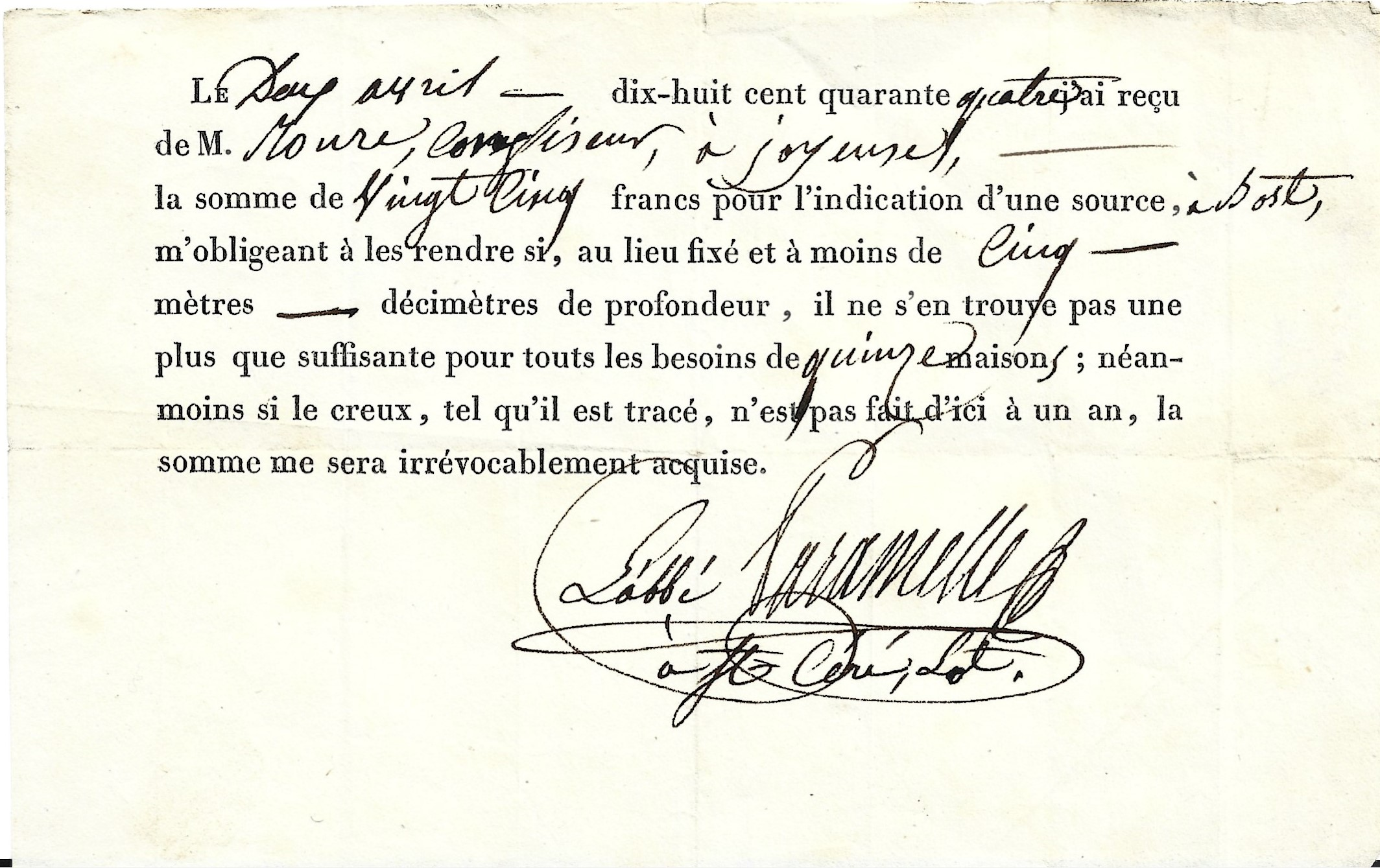
Quittance pour une recherche de source.

En 1827, il adresse au Conseil général du Lot une ébauche manuscrite de l'ouvrage qui décrivait sa théorie pour découvrir les sources. Une délibération de 1829 lui accorde alors 600 francs qui lui permettent de commencer une mise en pratique dans le département du Lot.
Les nombreuses sources qu'il découvre et la méthode qu'il met en œuvre le font reconnaître du milieu scientifique. Il obtient une nouvelle subvention de 2 000 francs. Il est alors appelé dans les départements voisins. Son évêque le décharge de sa paroisse en 1832. Pendant 21 ans, de 1832 à 1854, il parcourt la France. Ses tarifs sont annoncés par voie de presse et dépendent de la distance à son point d'attache de Saint-Céré. Il s'engageait à rendre ses honoraires "s'il ne se trouve pas une source plus que suffisante pour tous les besoins de la maison ou des maisons à pourvoir d'eau". Il découvrit 10 275 sources d'après ses procès-verbaux.
Son ouvrage L'art de découvrir les sources est réédité plusieurs fois.

## Méthode
L'abbé Paramelle met en œuvre une méthode scientifique. Sa réussite se fonde sur :
- ses connaissances concernant la structure géologique des terrains et la minéralogie des roches ;
- sa grande capacité à observer les lieux : relief et végétation.

## Distinctions

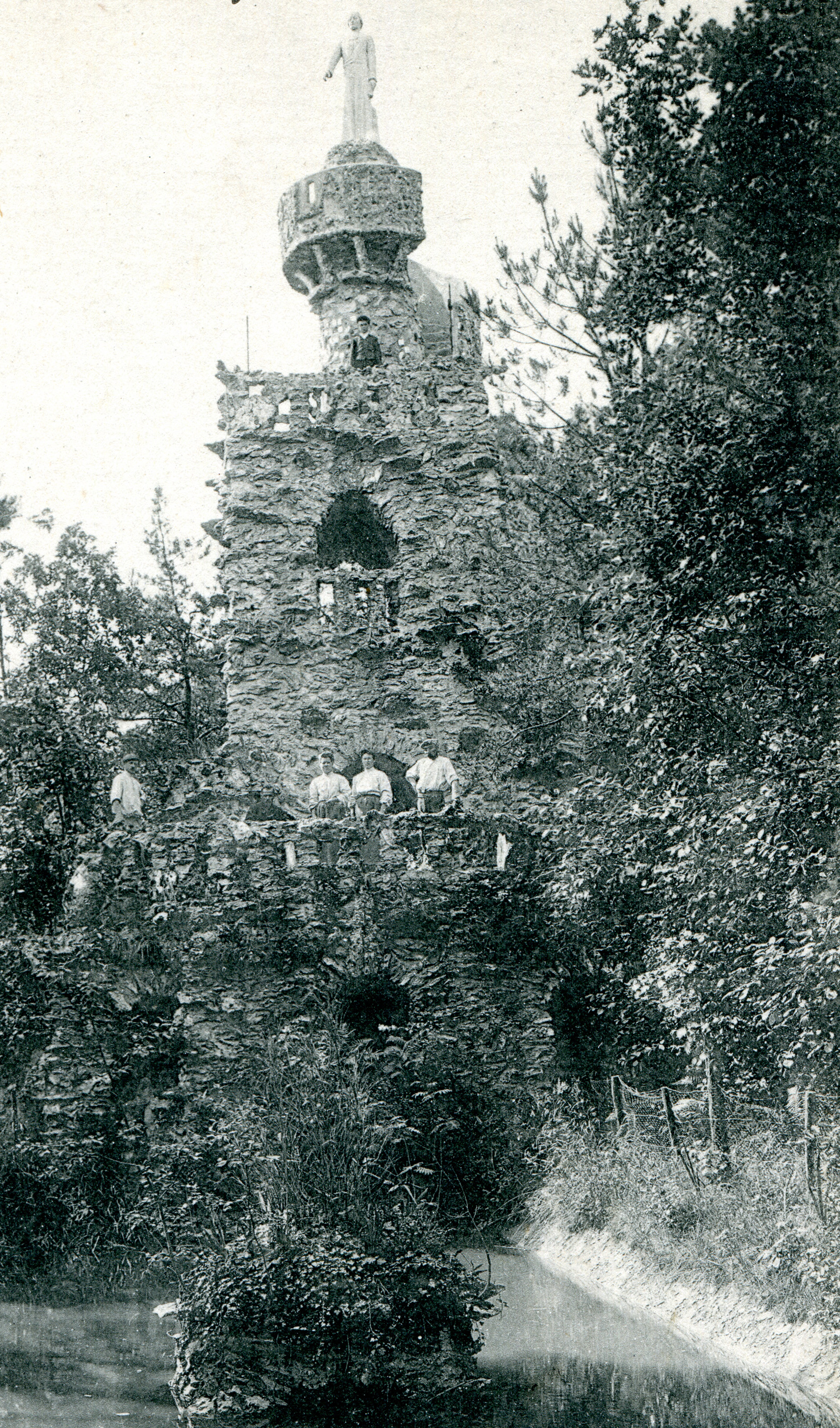
Monument en mémoire de l'abbé Paramelle à Villers-Marmery.

- Un monument dédié à l'abbé Paramelle fut élevé après sa mort, en 1899, par Alfred Lefebvre, sur les hauteurs de Villers-Marmery. Une statue de l'abbé se trouvait à son sommet. Le monument s'est effondré en 1955.
- Son nom figurait sur les bouteilles d'un vin de champagne.
- Deux rues portent son nom, à Cahors et à Saint-Céré (Lot, région Occitanie).

## Ouvrages et publications
- Jean-Baptiste Paramelle, La vie de Sainte Spérie : Vierge et martyre, Limoges, M. Ardant, 1824, 70 p.
- Jean-Baptiste Paramelle, Hydrologie du département du Lot, 1827, 40 p., in-folio[3]
- Jean-Baptiste Paramelle, L'art de découvrir les sources, Paris, 1856 (réimpr. 1859, 1874 et 1896), 376 p.
  - édition de 1859, Dalmond et Dunod : [lire en ligne]
- Jean-Baptiste Paramelle, Chronique de Saint-Céré, Cahors, 1867 (réimpr. 1872), 110 p.